# Jorge Berrio
Jorge Omar Berrio Romano (Buenos Aires, Argentina, 30 de mayo de 1951) es un exfutbolista argentino. Jugaba como defensor central.

## Trayectoria
Jugaba de defensa central, defendió las camisetas de River Plate y San Martín de Tucumán en la primera división de su país natal.Además debutó profesionalmente en Juventud Antoniana durante 1971.
De regreso en River Plate, sin lugar en el equipo, se trasladó hacia Chile, en donde estuvo por 5 temporadas en la Primera División. En el fútbol chileno defendió los colores de Magallanes, Everton, Santiago Wanderers, Audax Italiano y Universidad Católica.
En 1979, firmó para el Memphis Rogues de la North American Soccer League. En el otoño boreal de 1980, firmó para el Jacksonville Tea Men, jugando la temporada de fútbol indoor de 1980-81, seguido de dos temporadas de fútbol en la NASL. Para 1983, los Tea Men se trasladaron a la American Soccer League, logrando el título. Luego participó una temporada de fútbol indoor con los Tulsa Roughnecks en 1983-84. En 1984 regresó a los Tea Men, jugando una última temporada, esta vez en la United Soccer League.
En 1985 regresó a Argentina, donde jugó por Atlanta, retirándose a fines de temporada 1986.

## Clubes
| Club                             | País           | Año       |
| -------------------------------- | -------------- | --------- |
| River Plate                      | Argentina      | 1971-1973 |
| → Juventud Antoniana (cedido)    | Argentina      | 1971      |
| → San Martín de Tucumán (cedido) | Argentina      | 1973      |
| Magallanes                       | Chile          | 1974      |
| Everton                          | Chile          | 1975      |
| Santiago Wanderers               | Chile          | 1976      |
| Audax Italiano                   | Chile          | 1977      |
| Universidad Católica             | Chile          | 1978      |
| Memphis Rogues                   | Estados Unidos | 1979-1980 |
| Jacksonville Tea Men (indoor)    | Estados Unidos | 1980-1981 |
| Jacksonville Tea Men             | Estados Unidos | 1981-1984 |
| Tulsa Roughnecks (indoor)        | Estados Unidos | 1983-1984 |
| Jacksonville Tea Men             | Estados Unidos | 1984      |
| Atlanta                          | Argentina      | 1985-1986 |

## Palmarés

### Títulos nacionales
| Título                 | Club                 | País           | Año  |
| ---------------------- | -------------------- | -------------- | ---- |
| American Soccer League | Jacksonville Tea Men | Estados Unidos | 1983 |